# Een manier om thuis te komen/Regen
Een manier om thuis te komen is een single van de Nederlandse band BLØF afkomstig van het album Umoja. De single is uitgebracht op 17 november 2006 als cd-single en dvd-maxi.
Het nummer werd opgenomen in mei 2005 op de binnenplaats van een boeddhistisch klooster (dzong) in de plaats Wangdue Phodrang in Bhutan. Het nummer werd opgenomen in het kader van de wereldreis die BLØF maakte voor de opnamen van het album Umoja. Het nummer is opgenomen samen met de Bhutaanse volkszanger Jigme Drukpa. 
De muziek had BLØF meegenomen uit Nederland, de tekst is ter plaatse in Bhutan geschreven door Peter Slager. In de bus die de band over bochtige bergweggetjes door Bhutan voert, luistert Peter Slager naar het liedje Rise van Chuck Prophet. De zin „And the ground is gonna kiss my feet” zet hem op het spoor. Deze zin heeft Slager vertaald en in het nummer verwerkt: „En de grond kust zacht je voeten”. De openingszin is afgeleid van een Bhutanees spreekwoord dat luidt: je moet geen bruggen bouwen zonder water. In het nummer wordt dit: „Ik bouwde bruggen van steen. Maar zonder water.” In een pension in Lobesa, een dag voor de opname, bouwt Peter rondom deze zinnen een liedje voor zijn zeven maanden oude zoon David, waarin gemis vermengd is met reiservaringen en vaderlijke raad.
De single bevat als B-kant het nummer Regen, dat niet op het album Umoja staat en waarvoor BLØF in september 2006 samen met een aantal fans naar Marokko reisde, om het daar op te nemen met Brahim el Belkani.

## Uitgaven en tracklists
Cd-single
1. "Een manier om thuis te komen" met Jigme Drukpa – 5:10
2. "Regen" met Brahim el Belkani – 	4:03

Dvd-single
1. "Een manier om thuis te komen" met Jigme Drukpa
2. "Regen" met Brahim el Belkani
3. "BLØF in Marrakech: De 14e reis"
4. "Fotogalerij Marokko"

## Hitnoteringen

### Nederlandse Top 40
| Hitnotering: 25-11-2006 t/m 13-01-2007 | Hitnotering: 25-11-2006 t/m 13-01-2007 | Hitnotering: 25-11-2006 t/m 13-01-2007 | Hitnotering: 25-11-2006 t/m 13-01-2007 | Hitnotering: 25-11-2006 t/m 13-01-2007 | Hitnotering: 25-11-2006 t/m 13-01-2007 | Hitnotering: 25-11-2006 t/m 13-01-2007 | Hitnotering: 25-11-2006 t/m 13-01-2007 | Hitnotering: 25-11-2006 t/m 13-01-2007 | Hitnotering: 25-11-2006 t/m 13-01-2007 |
| Week                                   | 1                                      | 2                                      | 3                                      | 4                                      | 5                                      | 6                                      | 7                                      | 8                                      |                                        |
| -------------------------------------- | -------------------------------------- | -------------------------------------- | -------------------------------------- | -------------------------------------- | -------------------------------------- | -------------------------------------- | -------------------------------------- | -------------------------------------- | -------------------------------------- |
| Nummer                                 | 32                                     | 6                                      | 5                                      | 6                                      | 24                                     | 34                                     | 36                                     | 40                                     | uit                                    |

### Nederlandse Single Top 100
| Nummer | 8 | 11 | 13 | 17 | 34 | 43 | 56 | 20 | 38 | 81 | uit |

### NPO Radio 2 Top 2000
| Nummer met noteringen in de NPO Radio 2 Top 2000 | '09  | '10-'11 | '12  | '13  |
| ------------------------------------------------ | ---- | ------- | ---- | ---- |
| Een manier om thuis te komen                     | 1631 | -       | 1785 | 1836 |

1. ↑  Een '-' betekent dat het nummer niet was genoteerd en een vetgedrukt getal geeft de hoogste notering aan.
2. ↑  2009 was het eerste jaar met een notering voor dit nummer.
3. ↑  Deze tabel is bijgewerkt tot en met de laatste editie (2024).